# Edmond Saba
Pour les articles homonymes, voir Saba (homonymie).
Edmond Saba, né le 17 novembre 1848 à Saint-Denis (Aude) et mort le 3 mai 1899 à Castelnaudary (Aude), est un homme politique français.

## Biographie
Agent voyer du service vicinal de l'Aude de 1868 à 1873, il part en Guyane de 1874 à 1878, diriger la compagnie aurifère du Mataroni. Imprimeur à Toulouse en 1878, il est secrétaire de mairie à Castelnaudary en 1880 puis greffier du tribunal civil de Castelnaudary de 1882 à 1896. Adjoint au maire en 1888, puis maire de Castelnaudary de 1896 à 1899, il est député de l'Aude de 1898 à 1899, siégeant au groupe de la Gauche radicale.

## Source
- « Edmond Saba », dans le Dictionnaire des parlementaires français (1889-1940), sous la direction de Jean Jolly, PUF, 1960 [détail de l’édition]